# Vasco Cordeiro
Vasco Ilídio Alves Cordeiro GCC • GOIH (Ponta Delgada, Covoada, 28 de março de 1973) é um político português. Foi Presidente do Governo Regional dos Açores desde 2012 até 2020. É advogado e desempenha as funções de deputado à Assembleia legislativa Regional dos Açores e de Presidente da COTER do Comité das Regiões da União Europeia.

## Biografia
Vasco Alves Cordeiro nasceu a 28 de março de 1973. Passou a sua infância e adolescência na freguesia da Covoada, concelho de Ponta Delgada, ilha de São Miguel, Açores, no seio de uma família de lavradores e num meio essencialmente rural. 
Depois de cumprir o ensino básico e secundário, na Covoada, e na cidade de Ponta Delgada, partiu para o continente, onde se licenciou, em 1995, em Direito pela Faculdade de Direito da Universidade de Coimbra.
De regresso aos Açores, fez uma Pós-Graduação em Direito Regional, no âmbito da parceria entre a Faculdade de Direito da Universidade Clássica de Lisboa e a Universidade dos Açores, no âmbito da qual apresentou a dissertação “A Dissolução dos Órgãos de Governo Próprio das Regiões Autónomas” (1998).
Realizou o seu estágio profissional no Conselho Distrital dos Açores da Ordem dos Advogados, tendo apresentado a dissertação “Breves Notas sobre a Deontologia Profissional do Advogado”.

## Percurso político
Em 1996, foi eleito Deputado à Assembleia Legislativa da Região Autónoma dos Açores, tendo assumido, na VII Legislatura (2000/2003) para a qual foi reeleito em 2000, o cargo de líder da bancada parlamentar do PS/Açores.
Vasco Cordeiro foi Deputado Municipal em Ponta Delgada, em 1997 e em 2001, e Porta-Voz da Bancada Municipal do PS nesse município, entre 1998 e 2003.
Ao nível local, foi eleito Vogal da Assembleia de Freguesia de Covoada sucessivamente em 1997, 2001 e 2005 e desempenhou as funções de Presidente da Mesa da Assembleia de Freguesia entre 1997 e 2001.
Já a nível partidário, foi membro do Secretariado Regional do Partido Socialista dos Açores desde 1997 e foi Porta-Voz entre 2000-2003. 
Foi Presidente da Juventude Socialista dos Açores, entre 1997 e 1999. Integra, igualmente, o Secretariado Nacional do Partido Socialista.
Enquanto deputado, foi membro da Comissão Especializada Permanente de Economia (1996-1997), da Comissão Especializada Permanente de Juventude e Assuntos Sociais (1997-2000), da Comissão Eventual para a Revisão do Estatuto Político-Administrativo da Região Autónoma dos Açores (1996-1998) e da Comissão Eventual para a Revisão da Lei Eleitoral da Região Autónoma dos Açores.
Em 2003 e 2004, desempenhou as funções executivas de Secretário Regional da Agricultura e Pescas no VIII Governo Regional dos Açores.  
Entre 2004 e 2008, foi Secretário Regional da Presidência no IX Governo Regional. 
Em 2008, assumiu o cargo de Secretário Regional da Economia no X Governo Regional, funções que deixou, a seu pedido, em abril de 2012.
Enquanto membro do Governo Regional, esteve diretamente envolvido em dossiers de grande importância para a Região Autónoma dos Açores, como, por exemplo, a defesa do Mar perante a liberalização decidida pela União Europeia, o contributo da Região para o Livro Verde sobre a Política Marítima Europeia, a reestruturação dos portos dos Açores, a estabilização da operação de transporte marítimo de passageiros e viaturas, a renovação da nova frota da SATA Air/Açores, bem como a abertura do processo de alteração do modelo de acessibilidades aéreas entre os Açores, o Continente e a Madeira.
Nas funções executivas que desempenhou granjeou, também, experiência internacional ao representar os Açores em órgãos como o Comité das Regiões Europeu, a Conferência das Regiões Periféricas e Marítimas da Europa, o Congresso dos Poderes Locais e Regionais do Conselho da Europa e a Conferência dos Presidentes das Regiões Ultraperiféricas da Europa.
É membro efetivo do Comité das Regiões desde janeiro de 2013.
A 1 de fevereiro de 2013, foi eleito, em Viena, Áustria, Vice-Presidente para a Europa da “R20 – Regiões de Ação Climática”, organização internacional sem fins lucrativos que promove a economia verde, assente na preservação do ambiente, na utilização de energias renováveis e na diminuição da emissão de gases de efeito de estufa.
A 18 de maio de 2013, foi eleito, em Paris, durante a respetiva Assembleia Geral, Vice-Presidente da Assembleia das Regiões da Europa.
Vasco Cordeiro foi eleito Presidente do Partido Socialista dos Açores em janeiro de 2013, tendo sido reeleito para essas funções em 2015, 2018 e 2022, tendo cessado funções em junho de 2024.
A 14 de outubro de 2012, vence as eleições legislativas regionais e, na sequência disso, torna-se Presidente do XI Governo Regional dos Açores. 
A 25 de setembro de 2014, em Umeå, venceu as eleições para Presidente da Conferência das Regiões Periféricas e Marítimas da Europa, organização de cooperação inter-regional europeia fundada em 1973, que reúne cerca de 160 regiões de 28 países da Europa. Em 2016, em Ponta Delgada, e em 2018, no Funchal, foi reeleito para essas funções. 
Em 2016, na sequência de nova vitória eleitoral, torna-se Presidente do XII Governo Regional dos Açores.
Em 2020, venceu as eleições legislativas regionais, mas, fruto de uma coligação de 5 partidos, foi afastado da Presidência do Governo Regional, tendo assumido o seu lugar de Deputado Regional. 
Entre 2012 e 2020, integrou, na qualidade de Presidente do Governo Regional, o Conselho de Estado, o Conselho Superior de Defesa Nacional e o Conselho Superior de Segurança Interna.
A 12 de fevereiro de 2020, foi eleito Primeiro Vice-Presidente do Comité das Regiões da União Europeia e, nesse organismo, integra as Comissões ENVE (Comissão do Ambiente, Alterações Climáticas e Energia) e NAT (Comissão dos Recursos Naturais).
A 29 de junho de 2022, foi eleito Presidente do Comité das Regiões, tendo terminado o mandado em 2025. Integrou, ainda, a delegação do Comité das Regiões à Conferência sobre o Futuro da Europa. 
Foi eleito em fevereiro de 2025 para o cargo de Presidente da Comissão Política de Coesão Territorial e Orçamento (COTER) do Comité das Regiões da União Europeia

## Condecorações
Em junho de 2013, foi agraciado com a Grã-Cruz da Ordem Pro Merito Melitensis da Ordem Soberana e Militar de Malta, registada em Portugal a 6 de maio de 2021.
A 23 de novembro de 2020, foi agraciado, pelo Presidente da República, com a Grã-Cruz da Ordem Militar de Cristo. A 22 de janeiro de 2025, foi agraciado pelo Presidente da República Portuguesa com o grau de Grande-Oficial da Ordem do Infante D. Henrique.

## Vida pessoal
É casado com Paula Cristina e pai de dois filhos, Tomás, nascido em 2010, e António, nascido em 2013.